# Łążka
Łążka lub Dolny Staw (niem. Kleiner Baarwiesen Teich) – jezioro o powierzchni około 6 ha, położone w Dobrocińskich Lasach, na zachód od wsi Kiełkuty (gmina Małdyty, woj. warmińsko-mazurskie).